# La (アルバム)
『la』（ラ）は、UAの3枚目のライブ・アルバム。2004年10月20日発売。

## 解説
- 同年に行われたツアー「UA SUN 2004」からUA自身がチョイスした音源を収録[4]。
- 奄美民謡である「太陽ぬ落てぃまぐれ節」も収録されている[4]。

## 収録曲
1. そんな空には踊る馬
2. バラ色
3. ドア
4. 波動
5. 情熱
6. スカートの砂
7. TORO
8. 踊る鳥と金の雨
9. Lightning
10. 太陽ぬ落ちてぃまぐれ節
11. 雲がちぎれる時

## リリース日一覧
| 地域 | リリース日     | レーベル          | 規格     | 規格品番   | 備考         |
| ---- | -------------- | ----------------- | -------- | ---------- | ------------ |
| 日本 | 2004年10月20日 | SPEEDSTAR RECORDS | 12cmCD   | VICL-61516 | 紙ジャケット |
| 日本 | 2005年9月22日  | SPEEDSTAR RECORDS | 12cmCD   | VICL-61790 |              |
| 日本 | 2013年7月2日   | SPEEDSTAR RECORDS | 音楽配信 | -          |              |

### 音楽配信
- la - mora
- la - YouTube Music プレイリスト
- la - Spotify
- la - Apple Music